# Ларионовка (Омская область)
Ларионовка — село в Знаменском районе Омской области. Входит в состав Новоягодинского сельского поселения.

## История
Основано в 1897 году, как переселенческий посёлок. В 1928 г. состояло из 56 хозяйств, основное население — белорусы. Центр НЛарионовского сельсовета Знаменского района Тарского округа Сибирского края.

## Население
| 1926 | 2002 | 2010 |
| ---- | ---- | ---- |
| 320  | ↘14  | ↘10  |